# Farchod Anakulow
Farchod Chuszmurodowicz Anakulow (ur. 15 maja 1988 roku) – tadżycki zapaśnik walczący w stylu wolnym. Zajął 29. miejsce na mistrzostwach świata w 2010 roku. 
Piąty na igrzyskach azjatyckich w 2010, jedenasty w 2018 i piętnasty w 2022. Brązowy medalista mistrzostw Azji w 2015. Piąty na Igrzyskach Solidarności Islamskiej w 2017 roku.
Ósmy na Uniwersjadzie w 2013, jako zawodnik Tajik Institute of Physical Culture 
w Duszanbe.